# Station Østerport
Station Østerport (letterlijk "Oosterpoort") is een spoorwegstation in de Deense hoofdstad Kopenhagen, in de wijk Østerbro. Station Østerport wordt gebruikt door ongeveer 30.000 passagiers per dag. De afkorting van het station,  Kk, refereert aan de naam Københavns Kystbanestation (letterlijk: Kopenhaags Kustspoorwegstation).

## Geschiedenis
Het station werd gebouwd in 1896-97 onder de naam Østerbro Station. Het stationsgebouw werd ontworpen door Heinrich Wenck en is in tamelijk originele staat gebleven. Dat geldt overigens ook voor de halve overkapping die uit hout is vervaardigd, hetgeen Wenck in 1914-1915 toevoegde. Verder werd parallel nog een perron aangelegd, samen met een nieuw stationsgebouw. Ook aan de andere zijde van de voetgangersbrug, die over het spoor werd aangebracht, werden perrons toegevoegd.
Bij de opening van het eerste dubbelspoor van de Boulevardbanen op 1 december 1917 werd een directe verbinding met Københavns Hovedbanegård mogelijk. Voordien moest men via Station Hellerup, Station Nørrebro naar het oude Hovedbanegården. In 1921 werd, met een nieuw dubbelspoor ook Station Klampenborg op Østerbro station aangesloten. Tevens kon men nu direct vanuit Hillerød via Nordbanen naar het hoofdstation via de Boulevardbanen.
In 1923 werd het station verbouwd door Wencks opvolger, K.T. Seest, die de toren verwijderde ten gunste van een commandopost.
Bij de opening van de S-banen in 1934, waarna wederom het station verbouwd werd door K.T. Seest, werd de naam veranderd van Østerbro station naar Østerport station.
Rond 1960 werd het idee ter sprake gebracht om het station te vervangen door een hoog gebouw. Die plannen werden echter nimmer verwezenlijkt.
Tussen 1976 en 1984 werd het station grondig gerenoveerd. Ook de toren, die eigenlijk plaats had moeten maken voor de commandopost, werd in ere hersteld.
In 1992 kwam het station op de lijst van monumentale panden. Sinds 29 september 2019 wordt het gelijknamige metrostation bediend door metrolijn 3 en op 28 maart 2020 kwam ook het noordelijke deel van metrolijn 4 in bedrijf.

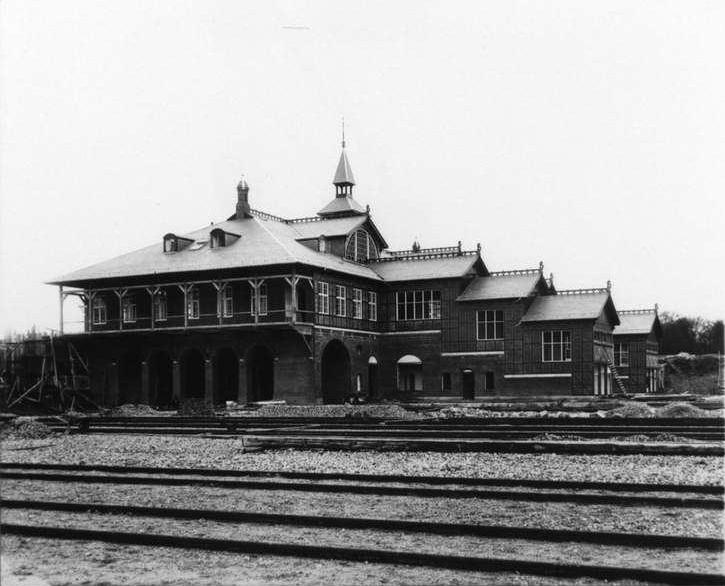
Foto van Peter Elfelt: "Østerbro Station" tijdens de bouw 1896-97
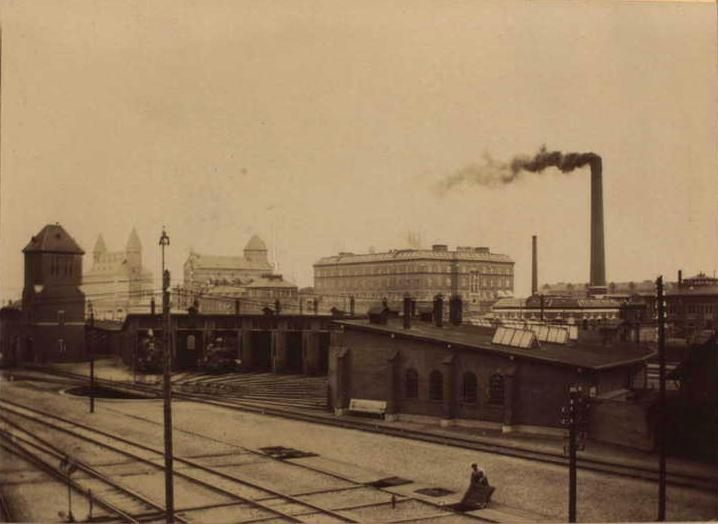
Godsbanegården ca. 1910
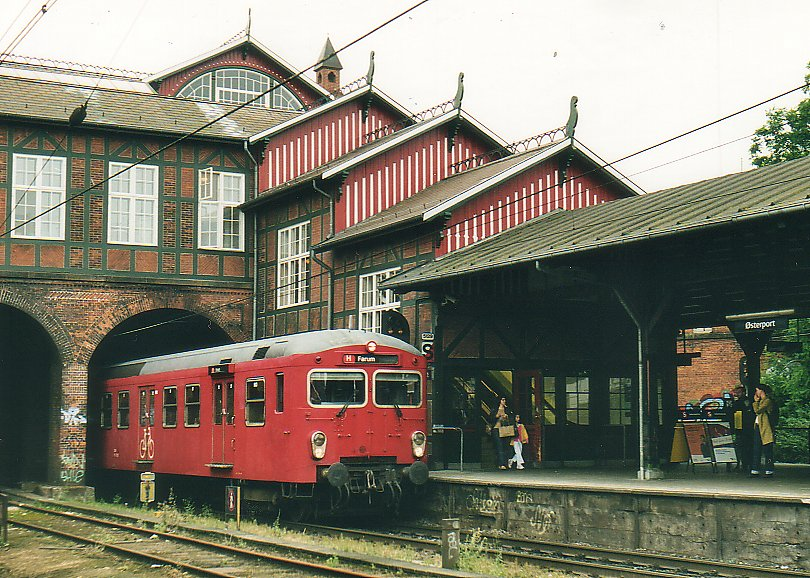
S-tog-station met S-tog uit Kopenhagen

## Goederentransport
Østerport Station was vroeger ook een goederenstation, Het stond in verbinding met Københavns Frihavn en Frihavnens Station. Tegenwoordig maakt het deel uit van het rangeerterrein. Wenck tekende ook hiervoor de remise, die door brand aan het eind van de jaren zestig werd verwoest. Aan de Langelinie werd een watertoren geplaatst, die een aantal jaren na de brand werd verwijderd.
Het goederenstation (Deens: godsbanegården) werd in 1921 door Wenck ontworpen. Het gebouw bestaat nog steeds en ligt aan het Folke Bernadottes Allé. Later, in de jaren zeventig fungeerde het station als een transitstation voor het goederentransport tussen Denemarken en Zweden ("Danlinkroute").

## Situering
Het station bestaat uit twee gedeelten. Het westelijke deel wordt gebruikt door de S-tog-treinen, het oostelijke deel wordt gebruikt door regionale treinen en intercity's van de DSB. Het DSB station ligt aan de Kustspoorlijn tussen Kopenhagen en Helsingør. Behalve voor de treinen naar Helsingør gebruikt DSB het station Østerport ook als uitloopstation voor het centraal station van Kopenhagen. De meeste treinen uit de richtingen van Kalundborg, Næstved en Odense naar Kopenhagen hebben station Østerport als begin- en eindpunt.

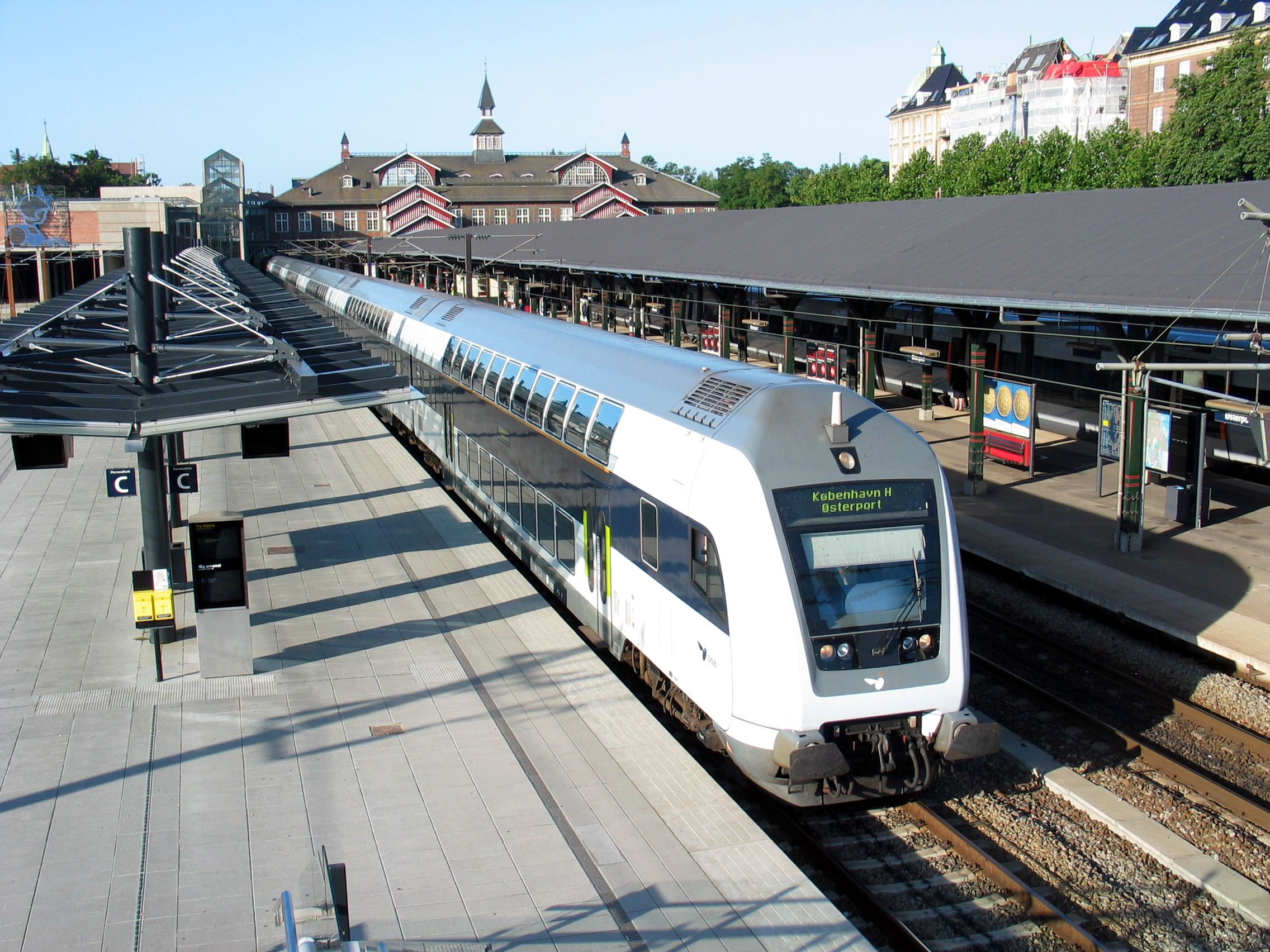
DSB trein op het station Østerport
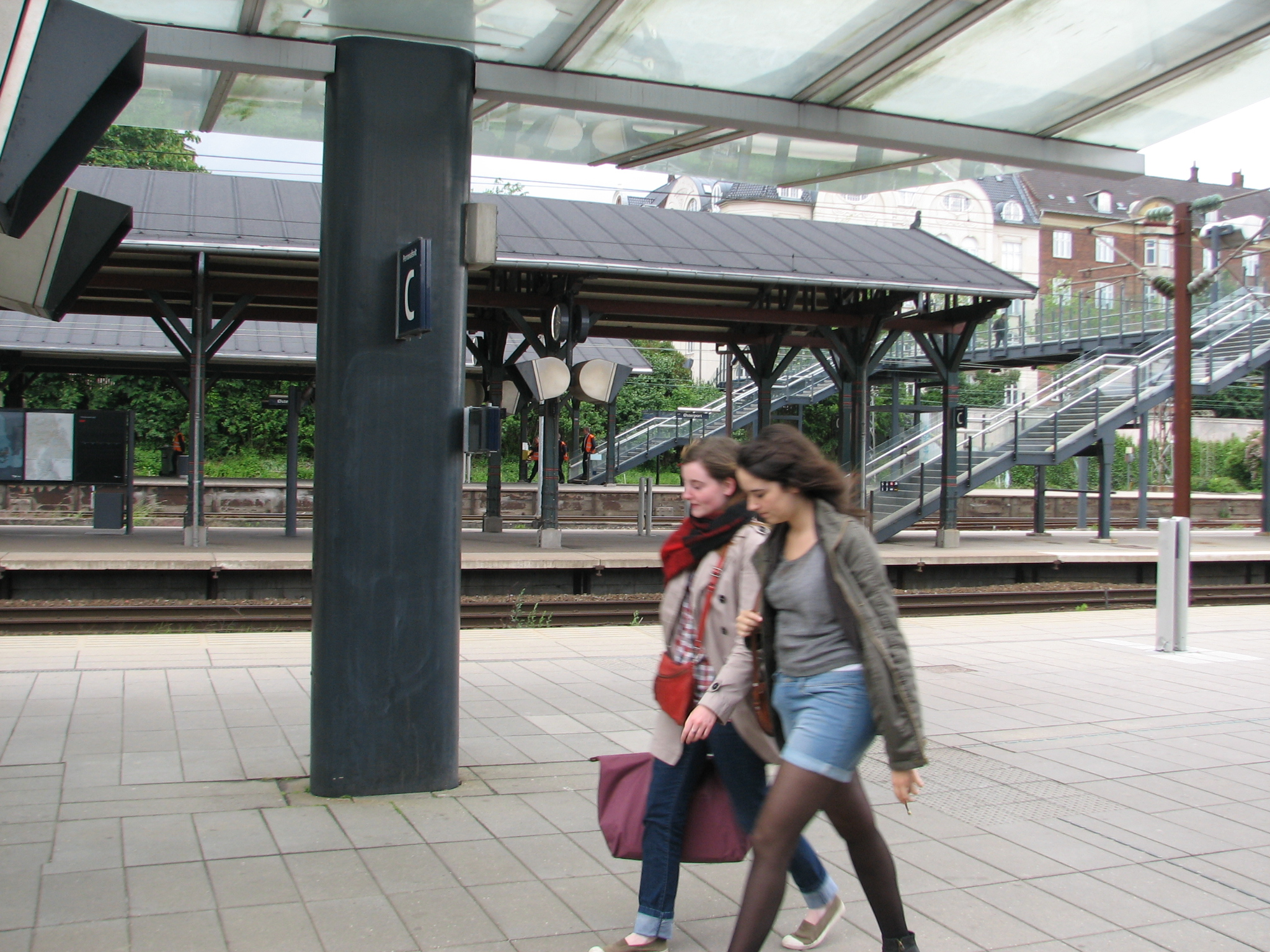
Station Østerport gezien vanaf spoor 1
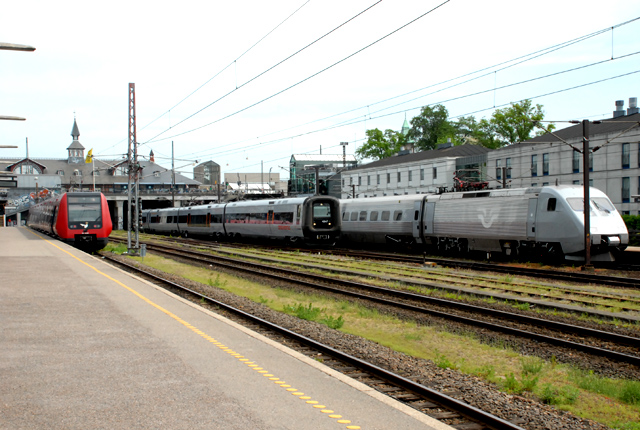
De treinen van de SJ, DSBFirst en DSB op de Kystbanen op 26 mei 2009]]

Solrød Strand · Karlslunde · Greve · Hundige · Ishøj · Vallensbæk · Brøndby Strand · Avedøre · Friheden · Åmarken · Ny Ellebjerg · Sjælør · Sydhavn · Dybbølsbro · København H · Vesterport · Nørreport · Østerport · Nordhavn · Svanemøllen  · Hellerup · Jægersborg · Lyngby · Holte · Birkerød ·  Høvelte · Allerød · Hillerød
Høje Taastrup · Taastrup · Albertslund · Glostrup · Brøndbyøster · Rødovre · Hvidovre · Danshøj · Valby · Carlsberg · Dybbølsbro · København H · Vesterport · Nørreport · Østerport · Nordhavn · Svanemøllen · Ryparken · Emdrup · Dyssegård · Vangede · Kildebakke · Buddinge · Stengården · Bagsværd · Skovbrynet · Hareskov · Værløse · Farum
Høje Taastrup · Taastrup · Albertslund · Glostrup · Danshøj · Valby · Carlsberg · Dybbølsbro · København H · Vesterport · Nørreport · Østerport · Svanemøllen · Ryparken · Emdrup · Dyssegård · Vangede · Kildebakke · Buddinge · Stengården · Bagsværd · Skovbrynet · Hareskov · Værløse · Farum
Frederikssund · Vinge · Ølstykke · Egedal · Stenløse · Veksø · Kildedal · Måløv · Ballerup · Malmparken · Skovlunde · Herlev · Husum · Islev · Jyllingevej · Vanløse · Flintholm · Valby · Carlsberg · Dybbølsbro · København H · Vesterport · Nørreport · Østerport · Nordhavn · Svanemøllen · Hellerup · Charlottenlund · Ordrup · Klampenborg
Køge · Ølby · Køge Nord · Jersie · Solrød Strand · Karlslunde · Greve · Hundige · Ishøj · Ny Ellebjerg · Sjælør · Sydhavn · Dybbølsbro · København H · Vesterport · Nørreport · Østerport · Nordhavn · Svanemøllen · Hellerup · Bernstorffsvej · Gentofte · Jægersborg · Lyngby · Sorgenfri · Virum · Holte
Frederikssund · Ølstykke · Egedal · Stenløse · Veksø · Måløv · Ballerup · Malmparken · Herlev · Vanløse · Flintholm · Peter Bangs Vej · Langgade ·  Valby · Carlsberg · Dybbølsbro · København H · Vesterport · Nørreport · Østerport
0,0: Københavns Hovedbanegård ·
Vesterport ·
1,5: Nørreport ·
3,1: Østerport ·
Nordhavn ·
Svanemøllen ·
7,8: Hellerup ·
10,3: Charlottenlund ·
Ordrup ·	
13,3: Klampenborg · 
16,2: Springforbi · 	
18,8: Skodsborg ·
22,1: Vedbæk ·
26,1: Rungsted Kyst ·
29,1: Kokkedal ·
32,5: Nivå ·
36,3: Humlebæk ·
40,0: Espergærde ·
42,7: Snekkersten ·
46,2: Helsingør